# Lato w Kołobrzegu (singel)
Lato w Kołobrzegu – piosenka disco polo autorstwa Roberta Sasinowskiego z zespołu Skaner wydana przez niego w lipcu 1998 roku.
Wydany przez Skaner album Lato w Kołobrzegu, na którym znajduje się piosenka, w niecały miesiąc osiągnął status platynowej płyty i po niespełna roku osiągnął ponadmilionowy nakład.
Piosenka utrzymywała się na liście przebojów programu Disco Polo Live w telewizji Polsat przez 23 tygodnie, czyli ponad pół roku, począwszy od 29 sierpnia 1998, kiedy zadebiutowała, aż do 13 lutego 1999. Przez 5 tygodni (od 10.10.1998 do 7.11.1998) utrzymywała się nieprzerwanie na 1 pozycji.